# Abolhassan Bani-Sadr
Abolhassan Bani-Sadr (em pársi, سیِّدابوالحسن بنی‌صدر‎‎; também transliterado como Abū al-Ḥasan Banī-Ṣadr; Hamadã, 22 de março de 1933 – Paris, 9 de outubro de 2021) foi um político iraniano que serviu como presidente do seu país de 1980 a 1981, formando um governo de coligação para governar o país. Em seu mandato enfrentou uma crise com os Estados Unidos e a invasão iraquiana.
Após o confronto com a hierarquia religiosa xiitas, a qual conseguiu a aprovação de Mohammad-Ali Rajai como primeiro-ministro, foi obrigado a sair do país em setembro de 1981, exilando-se em Paris. Formou então o Conselho Nacional de Resistência para a Libertação e a Independência do Irã.

## Início da vida
Abolhassan Bani-Sadr nasceu na cidade de Hamadã, em 22 de março de 1933. Seu pai era próximo de Ruhollah Khomeini e era um aiatolá.
Nos anos 1960,  participou do movimento estudantil de oposição ao Xá Reza Pahlevi. Foi preso duas vezes e ferido durante uma rebelião em 1963. Fugiu para a França. Estudou Finanças e Economia na Sorbonne e juntou-se ao grupo de resistência iraniana liderado pelo aiatolá Khomeini.
Retornou ao Irã juntamente com Khomeini quando a revolução estava começando em fevereiro de 1979. Escreveu um livro sobre finanças islâmicas, cujo título, Eghtesad Tohidi, é uma frase em árabe que se traduz aproximadamente como "A Economia do Monoteísmo".

## Carreira política
Após a Revolução Iraniana, tornou-se Vice-Ministro das Finanças em 4 de fevereiro de 1979, permanecendo no cargo até 27 de fevereiro de 1979. Após a renúncia do ministro interino das Finanças do Governo Provisório, Ali Ardalan, em 27 fevereiro de 1979, Bani-Sadr foi nomeado para o cargo pelo primeiro-ministro Mehdi Bazargan. Em 12 de novembro de 1979 foi nomeado Ministro dos Negócios Estrangeiros, em substituição a Ebrahim Yazdi, no governo  liderado pelo Conselho da Revolução Islâmica, após a renúncia do governo interino.

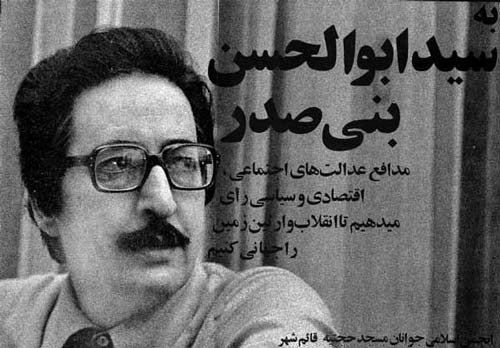
Foto de Bani-Sadr em cartaz de propaganda eleitoral.

Após a morte de Mahmoud Taleghani, Bani-Sadr foi eleito Presidente do Conselho, permanecendo nesse cargo até ser eleito Presidente da República.

## Presidência

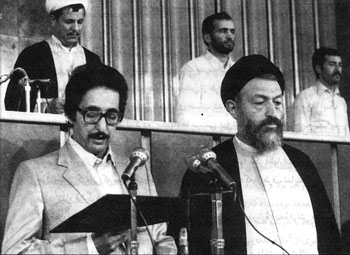
Bani-Sadr empossado como primeiro presidente do Irã, em 1980.

Bani-Sadr não era um clérigo muçulmano, e Khomeini insistira que os clérigos não deveriam concorrer a cargos de governo. No pleito de 25 de janeiro de 1980, Bani-Sadr foi eleito  presidente, com 78,9 % dos votos, para um mandato de quatro anos, e empossado em 4 de fevereiro do mesmo ano. Khomeini, entretanto, continuava a ser o líder supremo do Irã, com o direito constitucional de demitir o presidente. As cerimônias de posse foram realizadas no hospital onde Khomeini  se recuperava de uma crise cardíaca.
Em agosto e setembro de 1980, Bani-Sadr sobreviveu a dois acidentes de helicóptero, perto da fronteira iraniana com o Iraque. Em 10 de junho de 1981, durante a Guerra Irã-Iraque, Bani-Sadr foi nomeado comandante-chefe das forças armadas por Khomeini. Pouco depois, seria destituído da função que passaria a ser exercida pelo próprio aiatolá .

### Impeachment
Em 21 de junho de 1981, o Majlis (Parlamento iraniano) declarou o impeachment de Bani-Sadr na sua ausência, por supostamente contrariar os clérigos no poder, em particular Mohammad Beheshti, então chefe do sistema judicial. Khomeini assinou o impeachment no dia seguinte. Mesmo antes disso, a Guarda Revolucionária já havia cercado os edifícios e jardins presidenciais e prendera redatores de um jornal intimamente ligado a Bani-Sadr. Nos dias que se seguiram, vários de seus amigos mais próximos foram executados, incluindo Hossein Navab, Rashid Sadrolhefazi e Manouchehr Massoudi. O aiatolá Montazeri estava entre as poucas pessoas no governo que então apoiavam Bani-Sadr. Mas logo depois também Montazeri seria despojado de seus poderes.
Ao mesmo tempo, o governo iraniano baniu todos os partidos políticos, exceto o Partido da República Islâmica. Forças governamentais prenderam membros de outros partidos, tais como Organização dos Mujahedin do Povo Iraniano (OMPI), Fedayin Khalq, Tudeh e Peykar.
Bani-Sadr escondeu-se durante uns poucos dias, antes de sua remoção de Teerã, protegido pelos Mujahedin do Povo (OMPI). Tentou ainda organizar uma aliança de facções anti-Khomeini - incluindo a OMPI, o PDK e a Organização Fedayin (Minoria), evitando porém qualquer contato com grupos favoráveis ao Xá exilado - para retomar o poder. Reuniu-se inúmeras vezes na clandestinidade com o líder dos Mujahedin, Massoud Rajavi, para planejar uma aliança, mas, após a execução de Mohammadreza Saadati, membro da OMPI, em 27 de julho, Bani-Sadr e Rajavi concluíram que não era seguro permanecer no Irã.
Segundo Bani-Sadr, seu impeachment fora um golpe de estado contra a democracia no Irã. A fim de resolver as diferenças políticas no país, pedira um referendo. Entretanto, pouco antes do referendo, Khomeini, possivelmente pressionado pelo clero, endossou o impeachment.

## Fuga e exílio

Bani-Sadr em conferência (Hamburgo, 2010).

Em 28 de julho de 1981, Bani-Sadr e Rajavi foram embarcados clandestinamente em um Boeing 707 da Força Aérea iraniana pilotado pelo coronel Behzad Moezzi. Seguiu-se um plano de voo de rotina, antes de fazer um desvio do espaço aéreo iraniano para o espaço aéreo turco e, finalmente, pousar em Paris.
Bani-Sadr e Rajavi encontraram asilo político em Paris, sob a condição de se absterem de continuar a fazer oposição a Khomeini na França. Tal restrição foi efetivamente ignorada depois que a França evacuou sua embaixada em Teerã, e Bani-Sadr e Rajavi criaram o Conselho Nacional de Resistência do Irã. No entanto, Banisadr logo se desentendeu com Rajavi, acusando-o de fomentar ideologias que favorecem a ditadura e da violência. Além disso, Bani-Sadr opôs-se à oposição armada,  iniciada por Rajavi,  e buscou apoio para o Irã durante a guerra com o Iraque.

### Memórias
Em 1991, Bani-Sadr lançou uma tradução inglesa de seu livro de 1989  My Turn to Speak: Iran, the Revolution and Secret Deals with the U.S. ('Minha vez de falar: Irã, a Revolução e os acordos secretos com os Estados Unidos'). No livro, Bani-Sadr fala sobre acordos secretos  entre a campanha presidencial de Ronald Reagan (1980) e líderes iranianos, visando prolongar crise dos reféns americanos no Irã antes da eleição presidencial dos Estados Unidos. Ele também afirma que Henry Kissinger conspirou para criar um Estado Palestino na província iraniana do Khuzistão, e que Zbigniew Brzezinski articulou-se com Saddam Hussein para tramar invasão do Irá pelo Iraque em 1980.

## Eleição presidencial de 2009
Em julho de 2009, Bani-Sadr denunciou publicamente a conduta do governo iraniano após a disputa eleição presidencial: "Khamenei ordenou a fraude nas eleições presidenciais e a repressão que se seguiu contra os manifestantes". Segundo ele, o governo estava "se segurando no poder apenas por meio de violência e do terror", e acusou os líderes de acumularem riquezas para si, em detrimento dos outros iranianos.
Em artigos publicados sobre o protestos eleitorais iranianos de 2009, Bani-Sadr atribuiu o clima político excepcionalmente aberto antes da eleição à grande necessidade do governo de provar sua legitimidade. No entanto, segundo ele, o governo havia perdido tanto a legitimidade política, referindo-se em particular ao levante espontâneo, como a legitimidade religiosa, citando as ameaças do Supremo Líder aiatolá Ali Khamenei que levaram à violenta repressão  do movimento popular.
Desde agosto de 2011, Bani-Sadr passou a viver em Versalhes, perto de Paris, em uma vila muito bem guardada pela polícia francesa.

## Morte
Bani-Sadr morreu em 9 de outubro de 2021, aos 88 anos de idade, no hospital Pitié-Salpêtrière em Paris.